# 전용철도

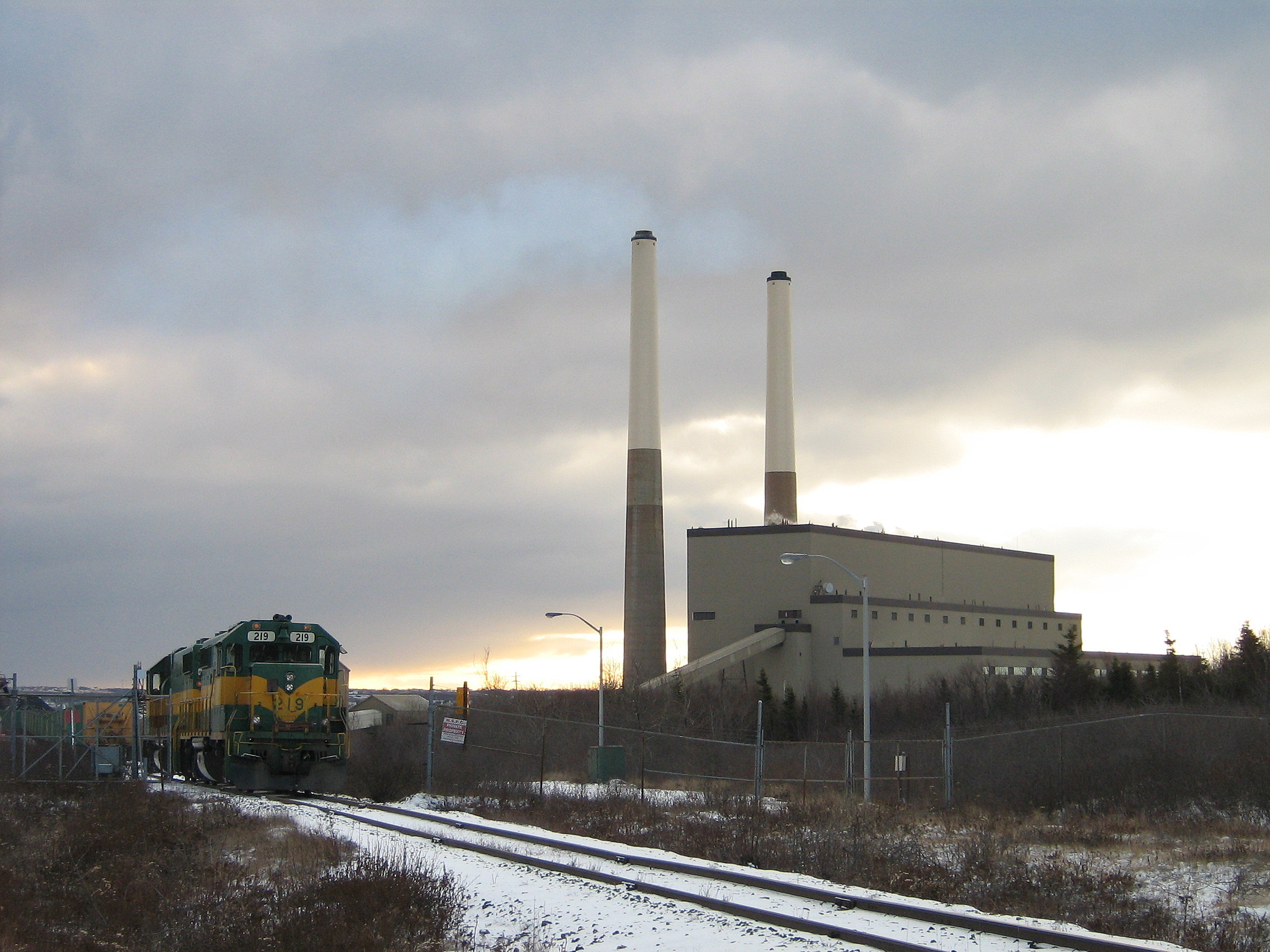

전용철도(industrial railway)는 특정 산업, 물류, 군사용으로만 사용할 목적으로 지어진 것으로, 대중 교통용이 아닌 철도의 일종이다. 영국철도문화와 경영방식의 영향을 받은 세계 지역에서는 노면전차와는 구분되는 트램웨이(tramway)로 부르기도 한다. 전용철도는 지역을 공용화물망으로 연결하기도 한다.

## 같이 보기
- 산림철도